# Pretty Prairie (Kansas)
Pretty Prairie est une ville du Kansas, au centre des États-Unis. Elle se trouve dans le comté de Reno. En 2010, sa population était de 680 habitants.

## Personnalités
- Carl Switzer